# Tony Trabert
Tony Trabert, właśc. Marion Anthony Trabert (ur. 16 sierpnia 1930 w Cincinnati, zm. 3 lutego 2021 w Ponte Vedra Beach) – amerykański tenisista, zwycięzca 10 turniejów wielkoszlemowych w grze pojedynczej i podwójnej, zdobywca Pucharu Davisa.

## Kariera tenisowa
Był wszechstronnym sportowcem, w czasie studiów na University of Cincinnati reprezentował uczelnię w koszykówce. Również jako student tego uniwersytetu w 1951 zdobył tenisowe mistrzostwo międzyuczelniane USA w grze pojedynczej (Intercollegiate). W tym samym roku zadebiutował w reprezentacji USA w Pucharze Davisa oraz po raz pierwszy pojawił się w czołówkach rankingów amerykańskiego i światowego.
W początkowym okresie jego kariery opiekował się nim rodak Bill Talbert, z którym osiągnął pierwszy wielki sukces międzynarodowy – deblowe mistrzostwo Francji w 1950, po finałowym zwycięstwie nad Jaroslavem Drobným i Erikiem Sturgessem. W tym samym roku Trabert doszedł w deblu do półfinału Wimbledonu, tym razem w parze z Budge’em Pattym, w ćwierćfinale pokonując Talberta i Kena McGregora po niezwykle zaciętym meczu 6:4, 31:29, 7:9, 6:2. 60 gemów, jakie tenisiści rozegrali w drugim secie, przeszło do historii Wimbledonu jako rekord.
Dalsze indywidualne sukcesy nieco opóźniła służba wojskowa. Na wielkoszlemowy tytuł singlowy Tony Trabert czekał do 1953, kiedy w finale mistrzostw USA pokonał Vica Seixasa. Rok później triumfował na kortach im. Rolanda Garrosa, po trzysetowym finale z rodakiem Artem Larsenem. W 1955 Trabert zdominował tenis amatorski, wygrywając łącznie 18 turniejów w grze pojedynczej, w tym trzy imprezy wielkoszlemowe. Odniósł również 12 wygranych deblowych, głównie w parze z Vikiem Seixasem. Szansę na Wielkiego Szlema zrujnowała porażka z Kenem Rosewallem w półfinale mistrzostw Australii (6:8, 3:6, 3:6), któremu – w niemal identycznym stosunku 9:7, 6:3, 6:3 – Trabert zrewanżował się w finale mistrzostw USA. Ponadto w finale mistrzostw Francji pokonał Szweda Svena Davidsona, a na Wimbledonie zwyciężył Duńczyka Kurta Nielsena. Trabert zdobył również tytuły mistrza USA w hali i na kortach ziemnych. Rezultaty te dały mu pewne pierwsze miejsce w rankingu światowym (na czele tej klasyfikacji figurował również w 1953). Sukces w Paryżu był ostatnim zwycięstwem Amerykanina w mistrzostwach Francji aż do 1989, kiedy triumfował młody Michael Chang. Dominację Traberta w 1955 podkreśla także fakt, że zarówno na Wimbledonie, jak i mistrzostwach USA w drodze po tytuły nie stracił seta.
Poza 1950 w grze podwójnej na mistrzostwach Francji triumfował jeszcze dwukrotnie, w 1954 i 1955, w obu przypadkach z Seixasem. W 1954 wygrał ponadto mistrzostwa USA, a w 1955 mistrzostwa Australii, także z Seixasem i w obu turniejach po finałowych zwycięstwach nad Australijczykami Rosewallem i Hoadem. W finale Wimbledonu 1954 lepsi od Traberta i Seixasa okazali się Mervyn Rose i Rex Hartwig. Tony Trabert był jednym z nielicznych graczy, którzy mogli pochwalić się tytułami mistrza USA w grze pojedynczej na czterech nawierzchniach – na trawie triumfował w imprezie wielkoszlemowej (1953, 1955), w hali w 1955, na korcie betonowym w 1953, na korcie ziemnym w 1951 i 1955. Wygrywał również mistrzostwa USA w deblu – w hali w 1954 z Billem Talbertem i rok później z Vikiem Seixasem, na ziemi w 1951 i 1955 z Hamem Richardsonem, a z Seixasem w 1954, na betonie w 1950 i 1953 z Tomem Brownem.
Po niezwykle udanym sezonie 1955 Trabert zdecydował się na podpisanie kontraktu zawodowego. W 1956 odbył serię pojedynków (tzw. tour) z uznawanym za najlepszego tenisistę profesjonalnego Pancho Gonzálezem i uległ rywalowi zdecydowanie w bilansie spotkań (27 wygranych przy 74 porażkach). Zdobył w tym samym roku tytuł zawodowego mistrza USA w deblu w parze z Rexem Hartwigiem. W 1961 doszedł w mistrzostwach USA profesjonalistów do finału gry pojedynczej, w którym musiał uznać wyższość rezydującego w USA Peruwiańczyka Alexa Olmedo. Również w 1961 Trabert ponownie uczestniczył w zawodowym tourze, tym razem z udziałem większej liczby rywali (oprócz Gonzáleza Butch Buchholz, Barry McKay, Andrés Gimeno, Lew Hoad, Alex Olmedo, Frank Sedgman i Ashley Cooper). Także w tej rywalizacji najlepszy okazał się Pancho Gonzalez.
Jeszcze w okresie amatorskim Trabert odgrywał wiodącą rolę w amerykańskiej reprezentacji daviscupowej. Wystąpił w pięciu edycjach rozgrywek w latach 1951–1955. Wszystkie finały w tych latach rozstrzygały między sobą ekipy z USA i Australii, ze wskazaniem na Australijczyków, którzy ponieśli porażkę tylko w 1954. W finale 1951 Trabert ograniczył się do występu w deblu z Tedem Schroederem, zakończonego porażką z parą Sedgman-McGregor. W 1952 grał także w singlu, ale ponownie nie zdobył punktu (porażki z McGregorem i Sedgmanem oraz z tymi samymi rywalami w deblu razem z Seixasem). Jednym z najbardziej znanych pojedynków Traberta była porażka z Lew Hoadem w finale kolejnej edycji Pucharu Davisa w Melbourne (1953), kiedy dobrze dysponowany Amerykanin – wcześniej pokonał Rosewalla i zdobył punkt deblowy z Seixasem – mógł rozstrzygnąć na korzyść swojej reprezentacji losy rywalizacji. Hoad zdołał jednak wygrać 13:11, 6:3, 2:6, 3:6, 7:5, w obecności przeszło 17 tysięcy widzów, kryjących się pod gazetami przed deszczem. Ostatecznie trofeum obronili Australijczycy, po zwycięstwie w piątym meczu Rosewalla nad Seixasem (po raz pierwszy w historii Pucharu Davisa o losach prestiżowej rywalizacji zadecydowali nastoletni tenisiści).
Trabert doczekał się jednak swojego sukcesu w Pucharze Davisa. Rok później w finale w Sydney pokonał na otwarcie meczu Hoada, później Seixas dołożył zwycięstwo nad Rosewallem, a wreszcie obaj Amerykanie pokonali swoich przeciwników w deblu. Tym samym nie miały już znaczenia porażki Traberta i Seixasa ostatniego dnia rywalizacji. Australijczycy zrewanżowali się w 1955, pokonując w finale reprezentację amerykańską na ich terenie 5:0, a Trabert uległ Hoadowi i w deblu z Seixasem Hoadowi i Rosewallowi. Do drugiego meczu singlowego już nie przystąpił, zastąpiony przez Hama Richardsona. Występy w Pucharze Davisa zakończył bilansem 16 wygranych i 5 porażek w singlu oraz 11 wygranych i 3 porażek w deblu.
Zakończywszy aktywną karierę zawodniczą, Trabert pracował jako profesjonalny trener tenisa i udzielał się w roli komentatora telewizyjnego. Do reprezentacji daviscupowej powrócił w 1976 w charakterze niegrającego kapitana. Po jego kierownictwem – do 1980 – Amerykanie zanotowali bilans 14 wygranych spotkań międzypaństwowych i 3 porażek, a przede wszystkim dwa triumfy w Pucharze Davisa. W 1978 kierowana przez Traberta ekipa (John McEnroe, Brian Gottfried, Stan Smith, Bob Lutz) pokonała w finale Brytyjczyków, a rok później (Gottfrieda zastąpił Vitas Gerulaitis) Włochów.
W 1970 Trabert został uhonorowany miejscem w Międzynarodowej Tenisowej Galerii Sławy. Był członkiem władz tej instytucji (z siedzibą w Newport, Rhode Island).

## Osiągnięcia w turniejachwielkoszlemowych
- mistrzostwa Australii
  - gra podwójna – wygrana 1955 (z Vikiem Seixasem)
- mistrzostwa Francji
  - gra pojedyncza – wygrane 1954, 1955
  - gra podwójna – wygrane 1950, 1954, 1955
- Wimbledon
  - gra pojedyncza – wygrana 1955
  - gra podwójna – finał 1954 (z Vikiem Seixasem)
- mistrzostwa USA
  - gra pojedyncza – wygrane 1953, 1955
  - gra podwójna – wygrana 1954 (z Vikiem Seixasem)

## Finały singlowe w turniejach wielkoszlemowych
- mistrzostwa USA 1953 – 6:3, 6:2, 6:3 z Vikiem Seixasem
- mistrzostwa Francji 1954 – 6:4, 7:5, 6:1 z Artem Larsenem
- mistrzostwa Francji 1955 – 2:6, 6:1, 6:4, 6:2 ze Svenem Davidsonem
- Wimbledon 1955 – 6:3, 7:5, 6:1 z Kurtem Nielsenem
- mistrzostwa USA 1955 – 9:7, 6:3, 6:3 z Kenem Rosewallem